# الفرضة (يريم)

تعديل مصدري - تعديل

الفرضة محلة تابعة لقرية الهجرة، التابعة لعزلة بني عمر بمديرية يريم إحدى مديريات محافظة إب في الجمهورية اليمنية.، بلغ تعداد سكانها 60 حسب تعداد اليمن لعام 2004.